# Albrecht VII. von Mansfeld

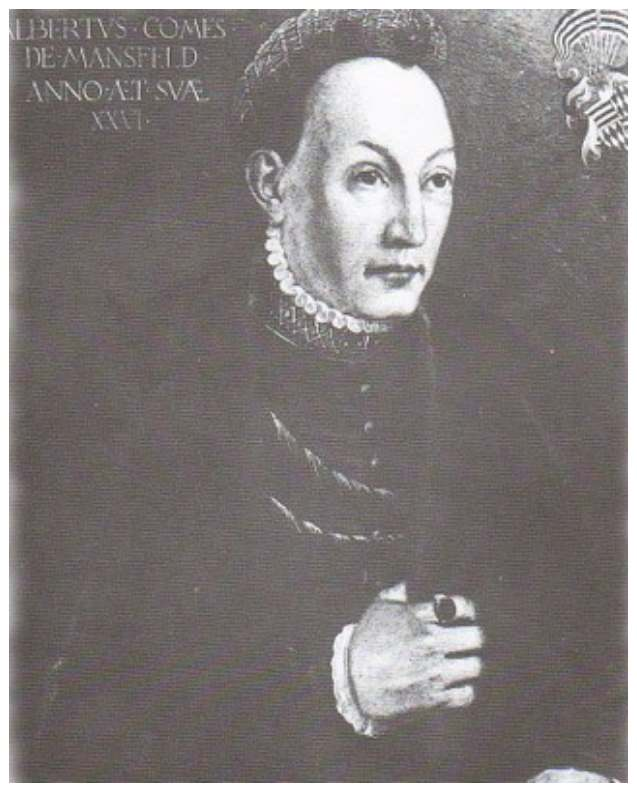
Albrecht VII. von Mansfeld-Hinterort (1506)

Albrecht VII. (auch III. und IV.), Graf von Mansfeld-Hinterort (* 18. Juni 1480 in Leipzig; † 4. März 1560 in Neue Hütte in Leutenberg) war ein deutscher Adliger aus dem Haus der Grafen von Mansfeld, der aufgrund seines Eintretens für die Reformation über die Grafschaft Mansfeld hinaus von Bedeutung war.

## Leben
1501 erhielt er bei der Erbteilung das Schloss in Mansfeld-Hinterort, das Oberamt Eisleben, das Unteramt Schraplau, das Unteramt Mansfeld und Rammelburg, 1525 wurde er Herr zu Allstedt, 1527 Herr zu Rothenburg, 1537 Herr zu Amt Sittichenbach.
Er vermählte sich mit Gräfin Anna von Honstein-Klettenberg (1490–1559), Tochter von Graf Ernst IV. von Honstein zu Lohra und Klettenberg (1440–1508) und der Felicitas von Beichlingen (1468–1500).
1511 ließ er die Neustadt Eisleben errichten und sah sie für die Ansiedlung von Bergleuten aus anderen Gegenden Deutschlands vor. 1514 veranlasste er den Bau der Sankt-Annen-Kirche sowie das Augustinerkloster St. Anna, das Martin Luther 1516 visitierte.

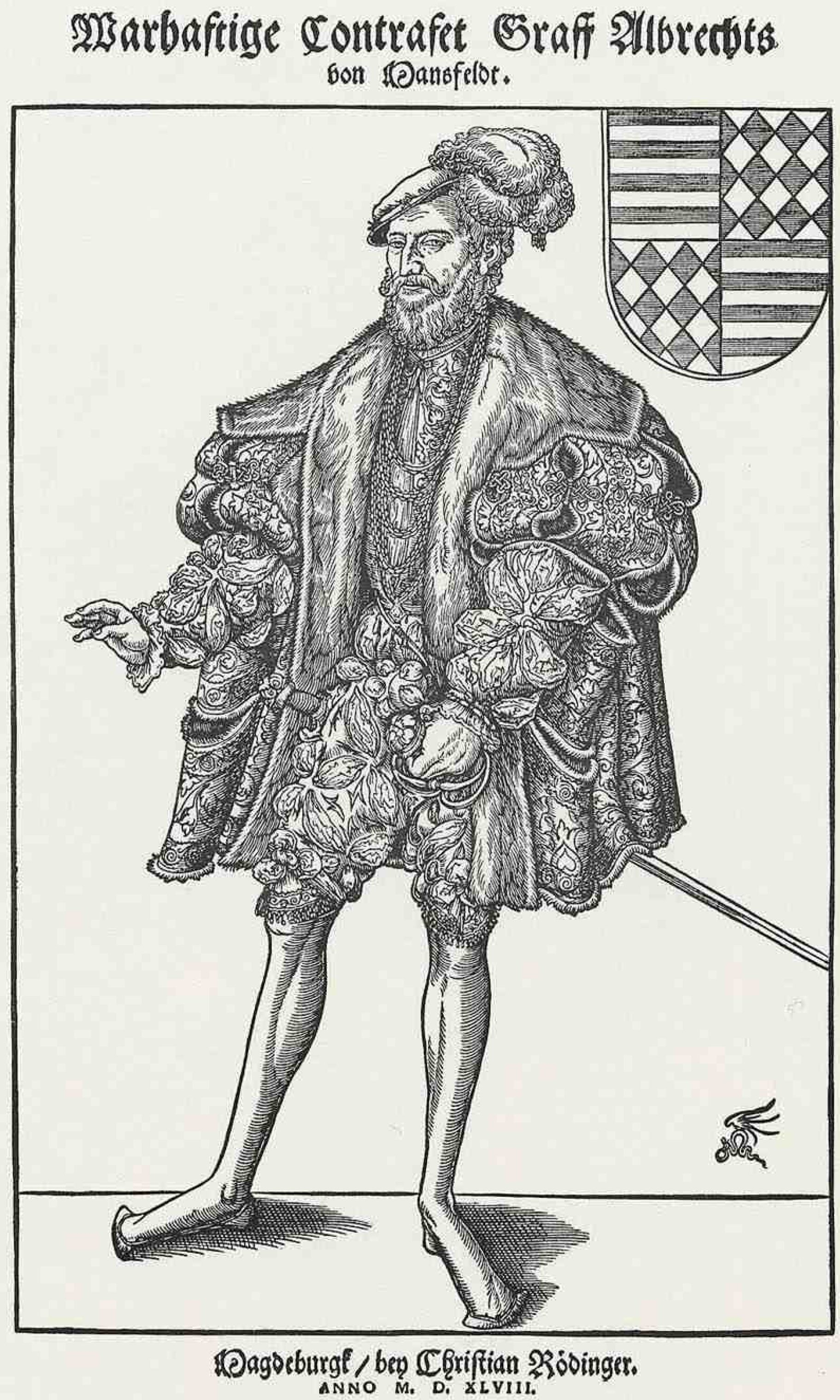
Graf Albrecht von Mansfeld (Lucas Cranach der Jüngere, 1548)

1525 beteiligte er sich an der Schlacht bei Frankenhausen gegen die Bauern. 1530 war er in Augsburg Unterzeichner der Confessio Augustana.
Im Januar 1546 logierte Martin Luther vermutlich in seinem Haus, dem Eisfelder Stadtpalais (Markt 56), in dem sich heute das Hotel „Graf von Mansfeld“ befindet. Luther war in seine Geburtsstadt gereist, um die Erbstreitigkeiten der 22 Kinder des 1531 verstorbenen Grafen Ernst II. von Mansfeld-Vorderort zu schlichten. An den abschließenden Verhandlungen am 17. Februar nahm er, von der winterlichen Reise geschwächt und unter Angina Pectoris leidend, nicht mehr teil; die Verhandlungen endeten jedoch erfolgreich. Am 18. Februar verstarb der Reformator – in Anwesenheit Albrechts und dessen Frau Anna.

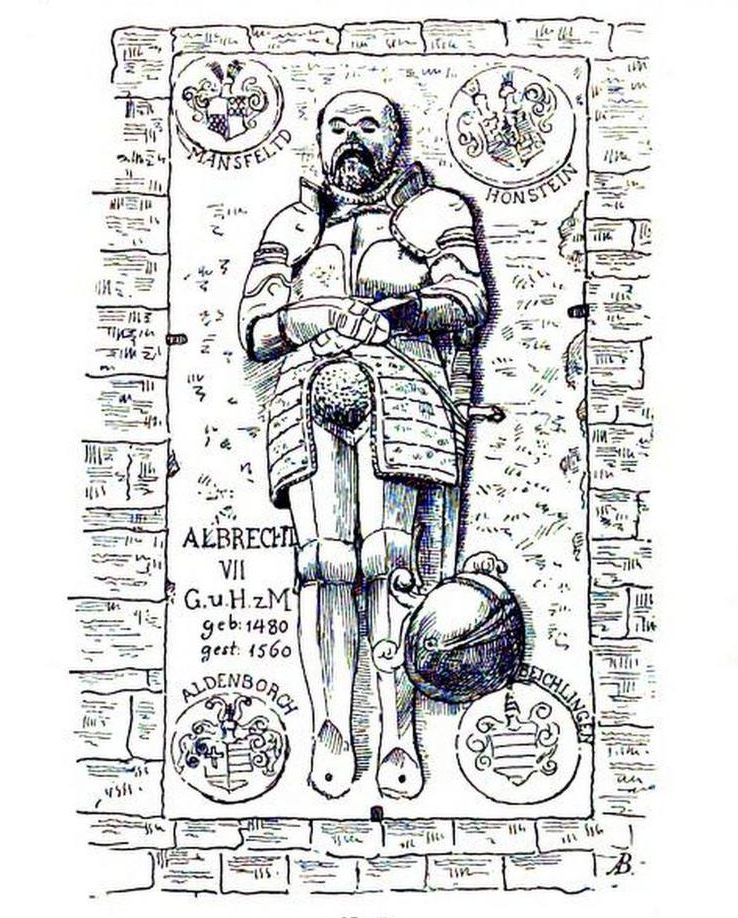
Grabmal Albrecht VII. von Mansfeld

 Aufgrund seines Engagements für die Reformation verhängte Kaiser Karl V. am 6. Mai 1547 über ihn die Reichsacht. Zur Verteidigung der Grafschaft nach Westen wurde durch Albrecht VII. schon 1546 der Bau der Festung Neues Schloss bei Braunschwende begonnen, musste jedoch nach dem Angriff kaiserlicher Truppen im Jahre 1547 wieder aufgegeben werden. Bei der Schlacht bei Drakenburg am 23. Mai 1547 führte er die Streitmacht des Schmalkaldischen Bundes mit 26 Fähnlein (etwa 6.500 Mann) an Fußvolk und bis zu 1.400 Reitern sowie 24 Geschützen. Er besiegte durch Taktik das kaiserliche Heer unter Herzog Erich II. von Calenberg. Die Reichsacht wurde 1552 wieder aufgehoben.
Bestattet wurde er am 16. März 1560 in der Stadtkirche Mansfeld, das Grabmal wurde später in die Schlosskirche Mansfeld versetzt.